# PRR15L
PRR15L (англ. Proline rich 15 like) – білок, який кодується однойменним геном, розташованим у людей на 17-й хромосомі. Довжина поліпептидного ланцюга білка становить 103 амінокислот, а молекулярна маса — 11 705.
| 10         |  | 20         |  | 30         |  | 40         |  | 50         |
| ---------- |  | ---------- |  | ---------- |  | ---------- |  | ---------- |
| MTTEIGWWKL |  | TFLRKKKSTP |  | KVLYEIPDTY |  | AQTEGDAEPP |  | RPDAGGPNSD |
| FNTRLEKIVD |  | KSTKGKHVKV |  | SNSGRFKEKK |  | KVRATLAENP |  | NLFDDHEEGR |
| SSK        |  |            |  |            |  |            |  |            |

A: Аланін

D: Аспарагінова кислота

E: Глутамінова кислота

F: Фенілаланін

G: Гліцин

H: Гістидин

I: Ізолейцин

K: Лізин

L: Лейцин

M: Метіонін

N: Аспарагін

P: Пролін

Q: Глутамін

R: Аргінін

S: Серин

T: Треонін

V: Валін

W: Триптофан